# 于小文
于小文（1947年2月—），汉族，中华人民共和国政治人物、第十一届全国政协委员。
加入中国民主建国会，担任民建中央委员、陕西省委副主委、西安市委主委、西安市政协副主席。2008年，当选第十一届全国政协委员，代表中华全国妇女联合会，分入第十九组。